# Guido Battelli
Guido Battelli (* 24. September 1869 in Sarzana, Provinz La Spezia; † 13. April 1955 in Florenz) war ein italienischer Schriftsteller.
Er studierte zunächst Jura in Parma und Bologna, dann Philosophie an der Universität Florenz, daneben war er als Dichter und Essayist tätig. Von 1930 bis 1934 lehrte er italienische Literatur an der Universität Coimbra. Dort lernte er die Dichterin Florbela Espanca kennen, deren Werke er nach deren Tod herausgab. 1934 kehrte er nach Italien zurück, wo er sich der Übersetzung des Werkes von Florbela Espanca und von anderen portugiesischen Dichtern widmete. Er publizierte überwiegend zur Kunst und Kultur Portugals, schrieb aber auch zahlreiche Artikel zu italienischen Künstlern für das Allgemeine Lexikon der Bildenden Künstler von der Antike bis zur Gegenwart.

## Veröffentlichungen (Auswahl)
- Luoghi romiti: S. Miniato al Tedesco–Cigoli. In: Emporium. Band 8, Nr. 103, Juni 1903, S. 56–74 (artivisive.sns.it).
- Segreti di magia in un cod. del „Tesoro“. In: Archivum Romanicum. Band 5, Nr. 2 (April–Juni), 1921, S. 149–172 (Textarchiv – Internet Archive).
- Florbela Espanca: Cartas de Florbela Espanca a Dona Julia Alves e a Guido Battelli. Gonçalves, Coimbra 1931, OCLC 17158229.
- Andrea Sansovino e l’arte italiana della rinascenza in Portogallo. Seeber, Florenz 1936, OCLC 2808700.